# Henk Tieman
Hendricus Johannes Tieman (Den Haag, 15 augustus 1921 - Rotterdam, 18 januari 2001) was een Nederlandse beeldhouwer, keramist, tekenaar, glasschilder, monumentaal kunstenaar en vervaardiger van mozaïek.

## Leven en werk
Tieman volgde zijn opleiding aan de Koninklijke Academie van Beeldende Kunsten in Den Haag. Hij was een leerling van Oswald Wenckebach (beeldhouwen) en Frits Eschauzier (decoratieve kunst) aan de TH Delft, en was lid van Arti et Industriae in Den Haag, en de Vereniging van Beeldende Kunstenaars De Kring in Delft.
Van 1938 tot 1982 werkte Tieman als monumentaal kunstenaar op de afdeling Bouwaardewerk van de Koninklijke Delftse Aardewerkfabriek De Porceleyne Fles. Na de Tweede Wereldoorlog groeide deze afdeling sterk en nam zelf ontwerpers in dienst.
Tieman heeft keramiek ontworpen en geproduceerd voor talloze gebouwen in Nederland, maar ook bijvoorbeeld cloisonné tegels. In Den Haag Zuidwest zijn drie kunstwerken van hem te vinden. Voor de Woningbouwvereniging 's-Gravenhage maakte hij een acht meter hoog en drie meter breed keramisch reliëf voor de liftschacht. Voor de openbare bibliotheek van Delft maakte hij het kleurrijke glaskunstwerk "met de vliegende boeken" in dertien panelen. Toen de bibliotheek in 2007 verhuisde, kreeg het werk onderdak in de TU Delft Library. Kunstwerk Mercurius is te zien in Amsterdam Nieuw-West. De abstracte sculptuur Groei uit 1968 bevindt zich in Hengelo op het Industrieplein. Voor een bioscoop in Steenwijk maakte hij een plastiek dat een groot deel van de gevel bedekt.
Tieman overleed in januari 2001 op 79-jarige leeftijd in Rotterdam.

## Fotogalerij

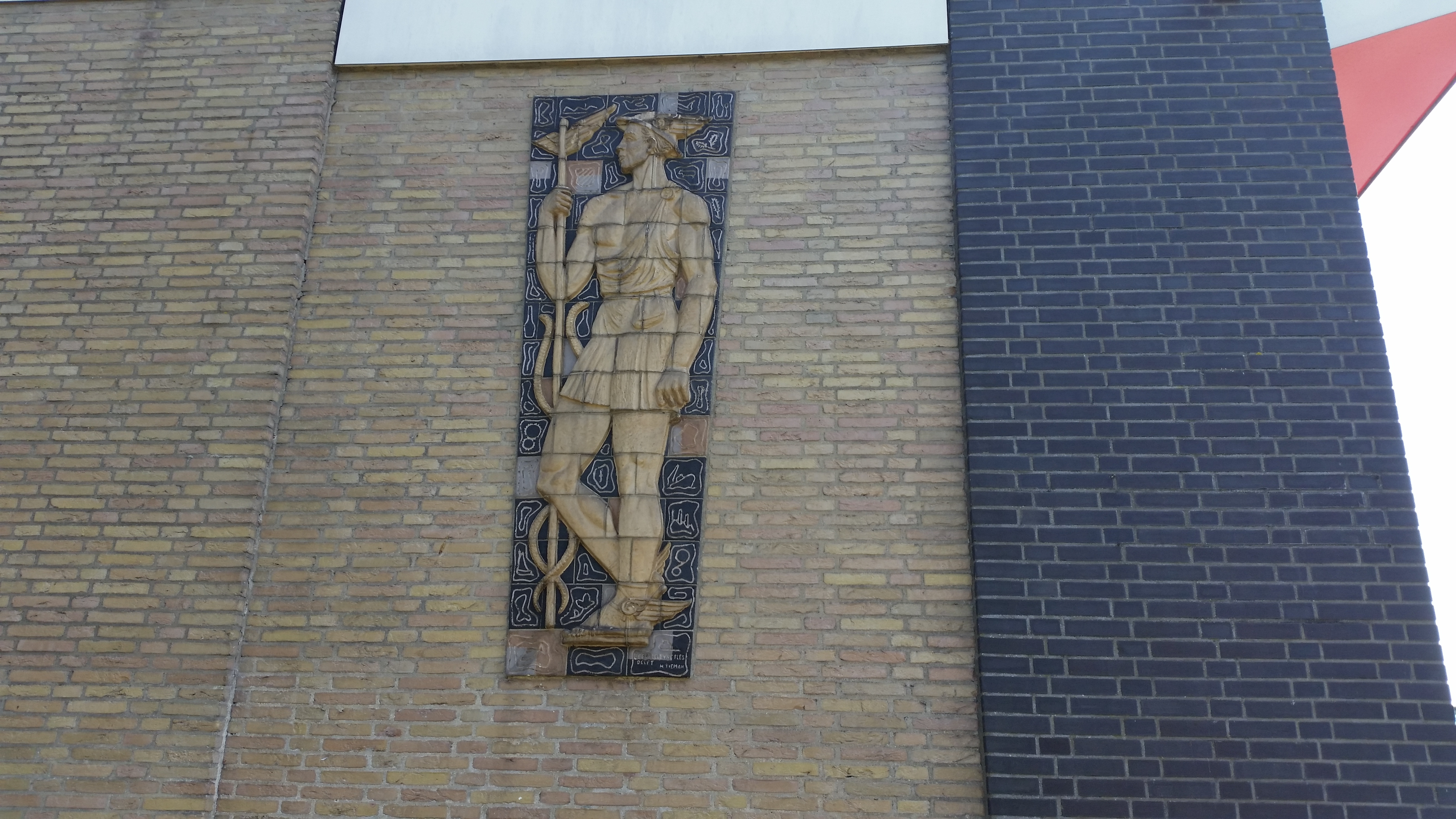
Mercurius, Amsterdam Nieuw-West (1956)
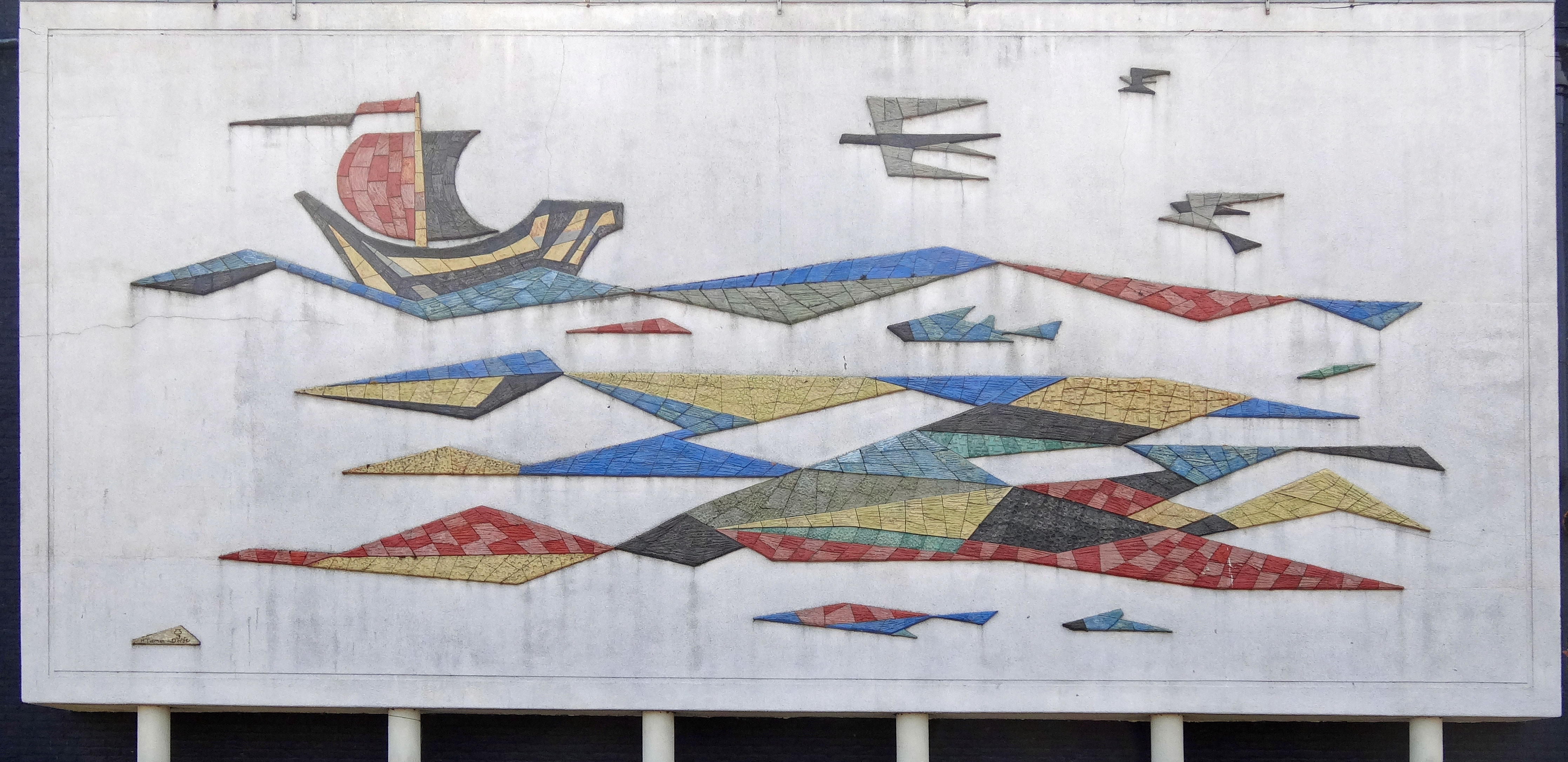
Gevelplastiek, Steenwijk (1958)
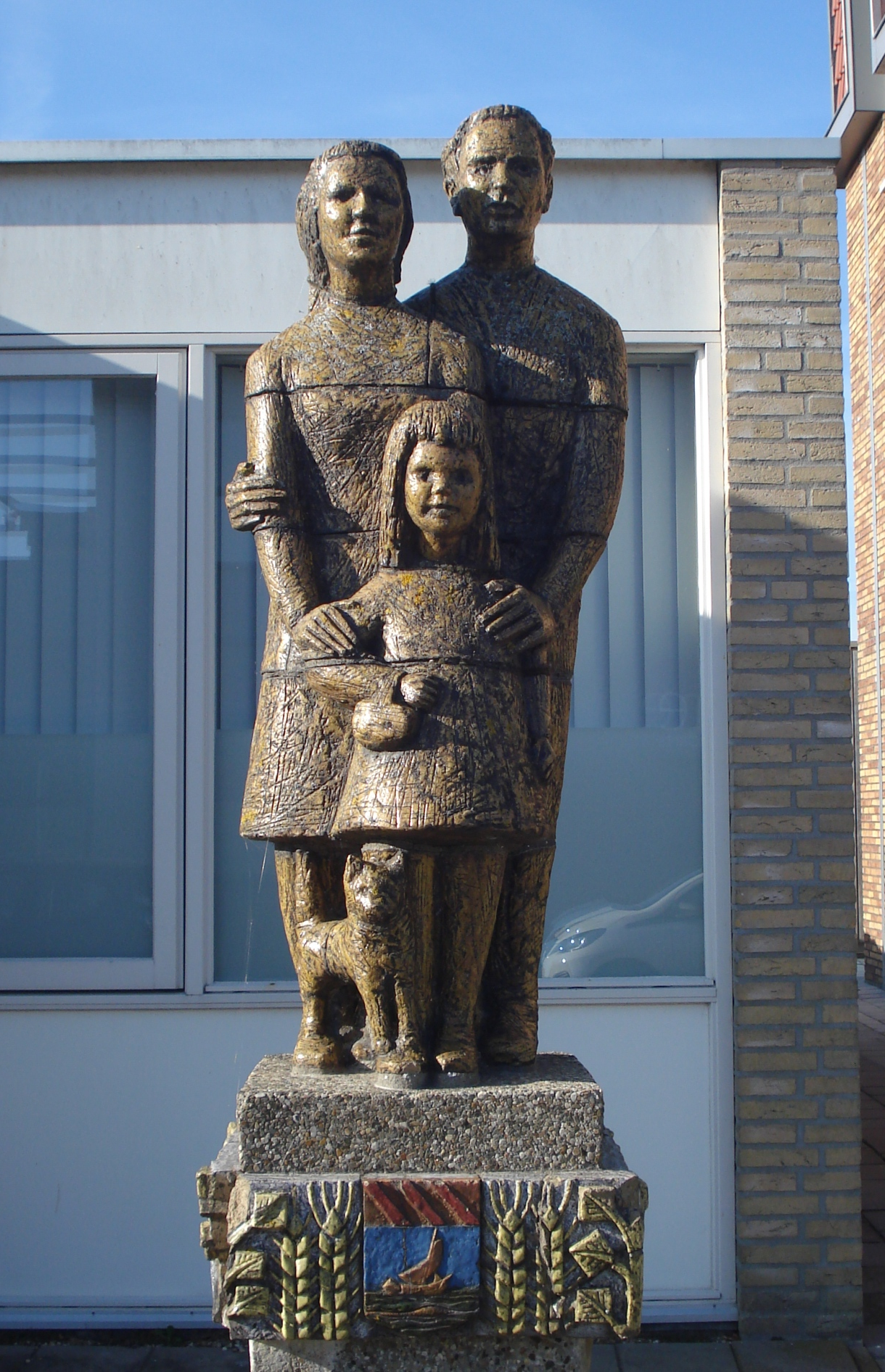
Het gezin, Goeree-Overflakkee (1964)
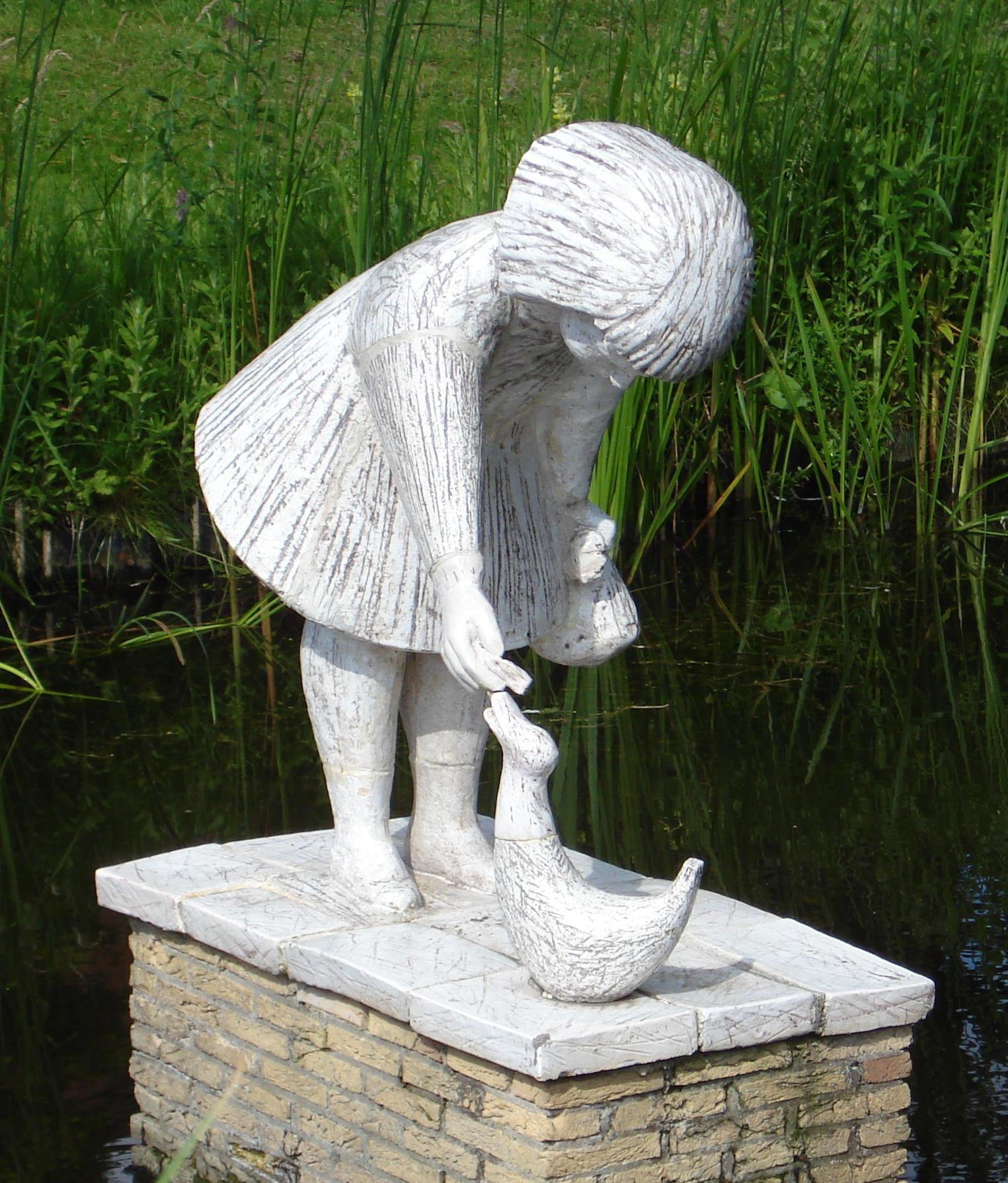
Meisje met eend, Leidschendam (1964)
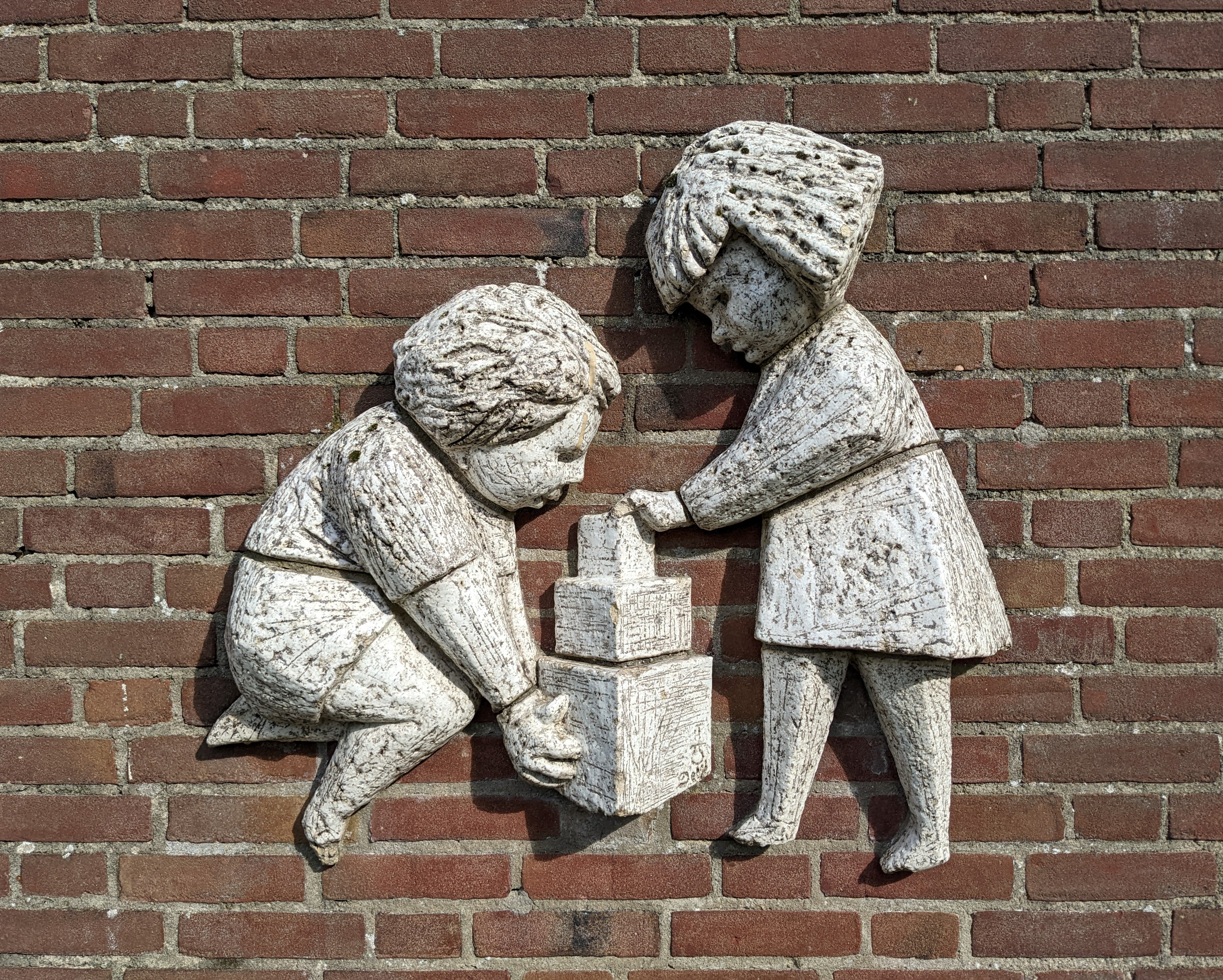
Muurplastiek, Rheden (1967)
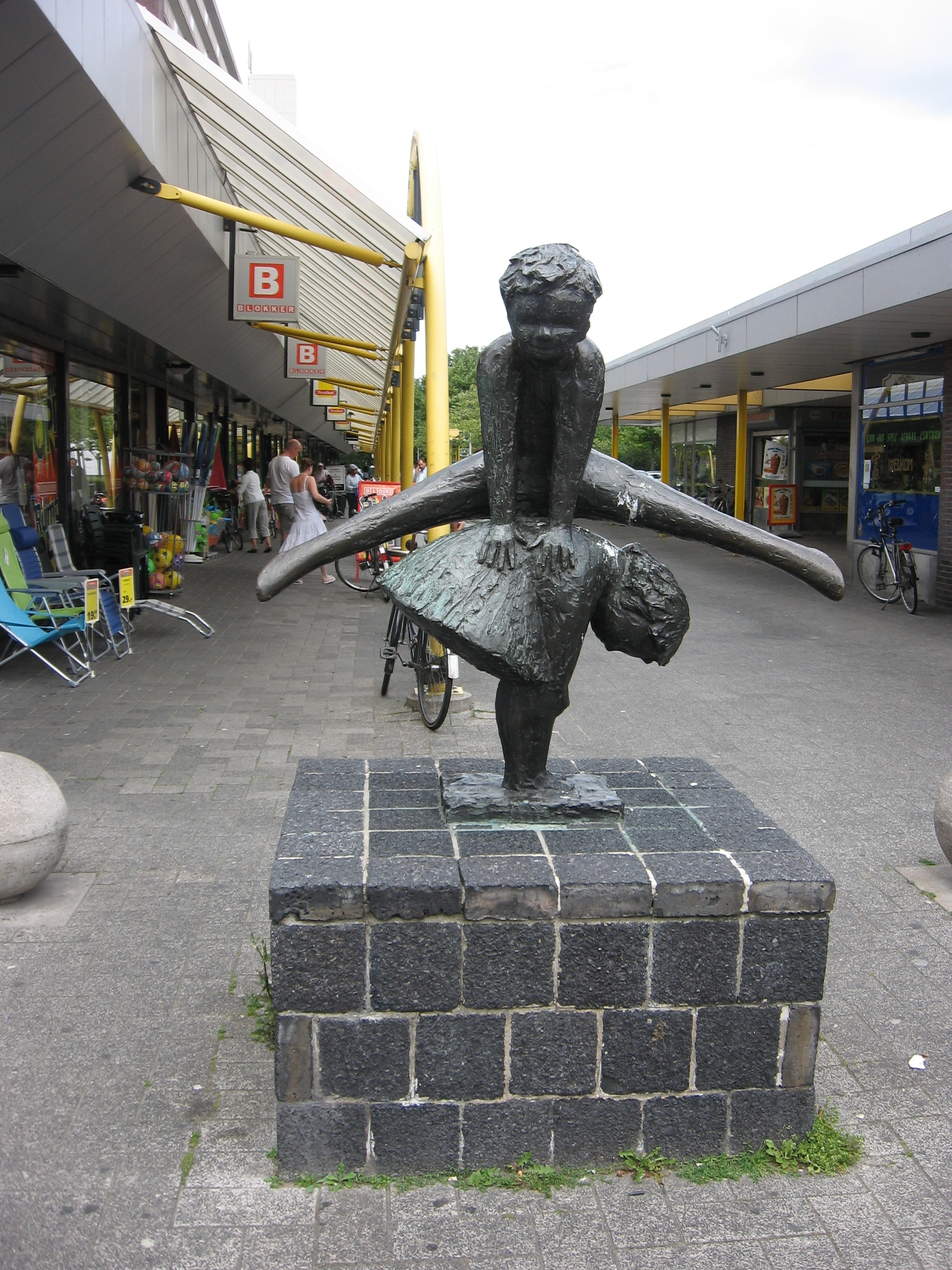
Haasje-over spelende kinderen (brons), Delft (1967)
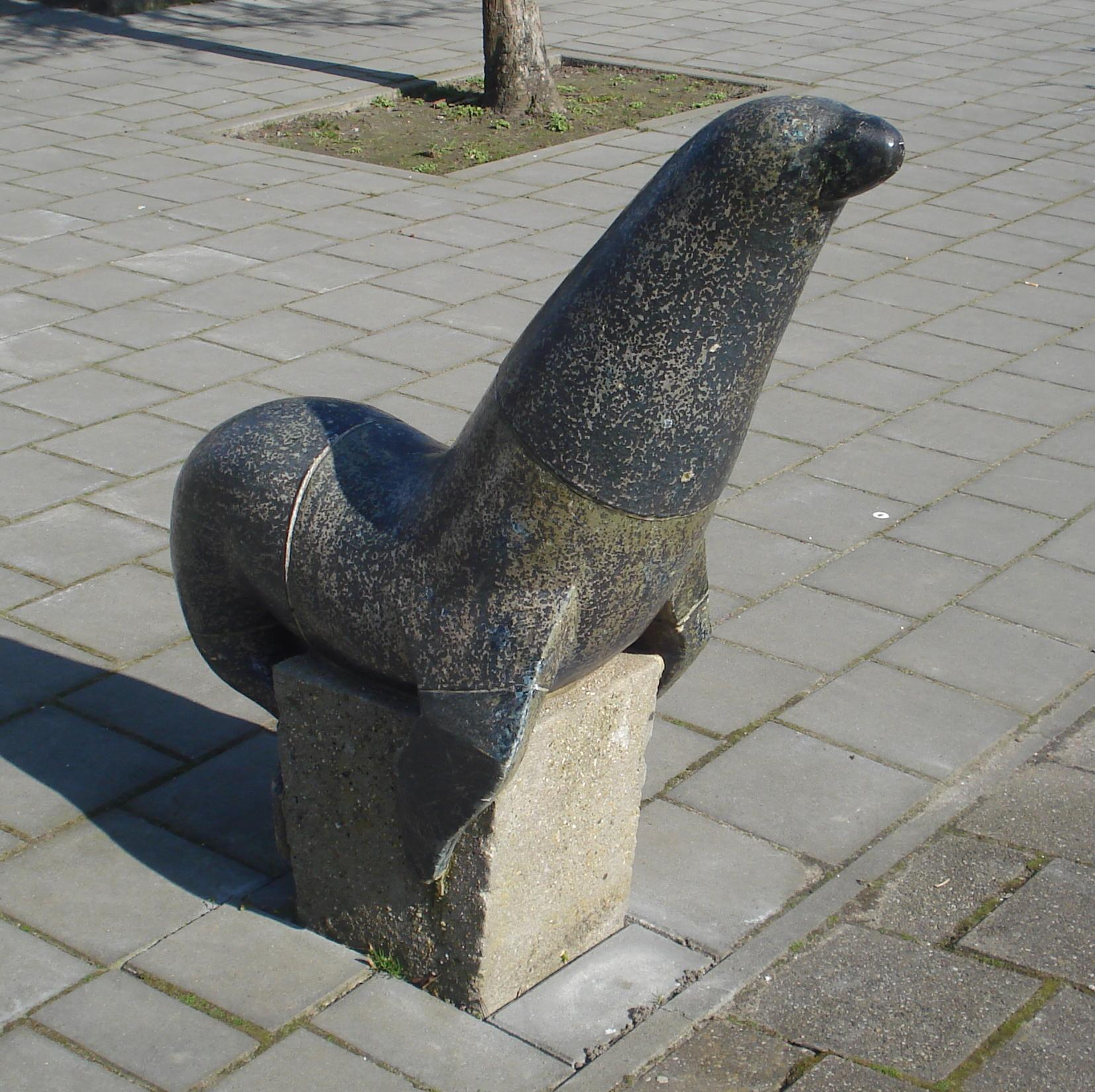
Zeehond, Delft
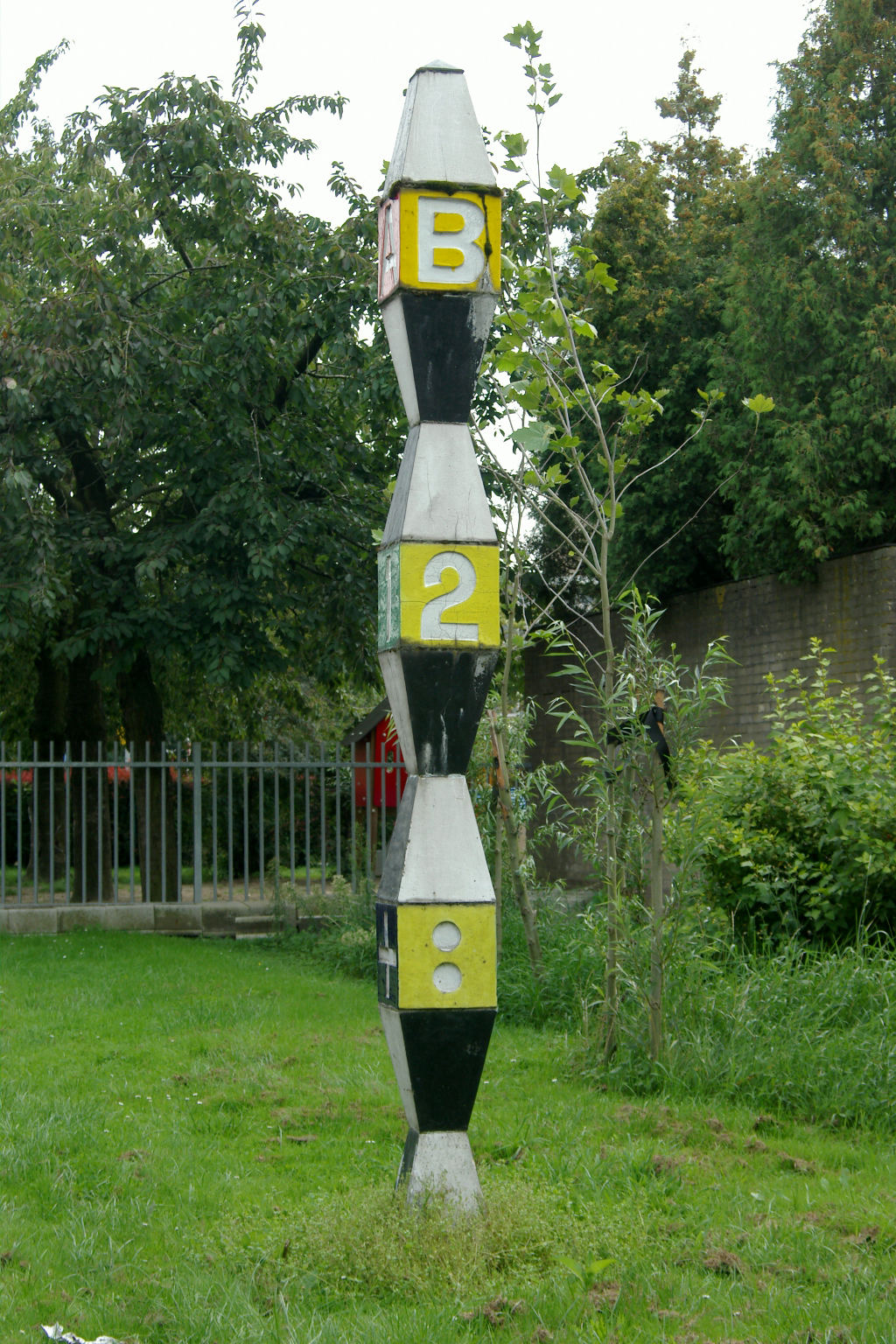
Keramische buutpaal in Tiel (1971)
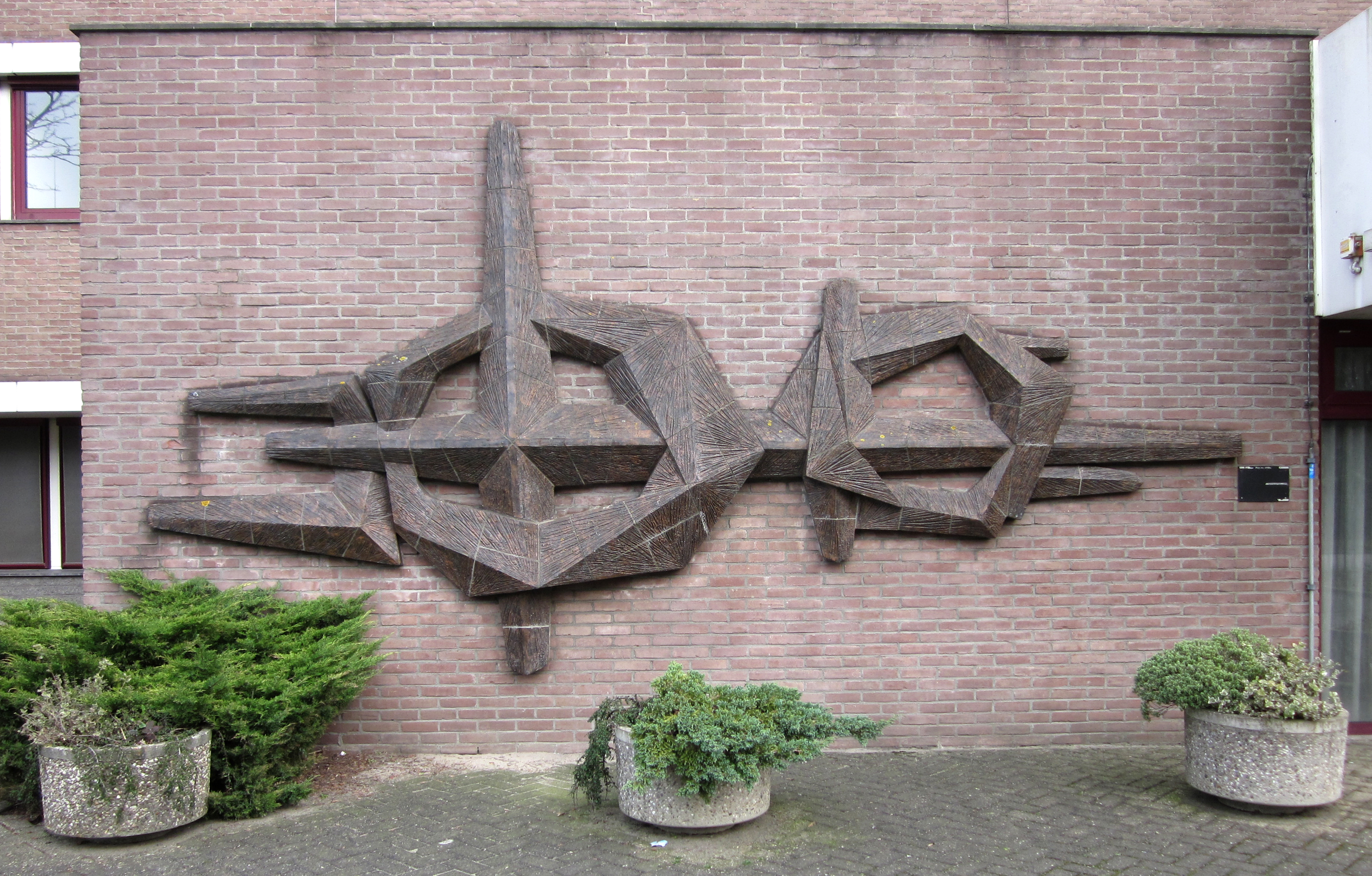
Wandsculptuur Europalaan, Utrecht (1973)
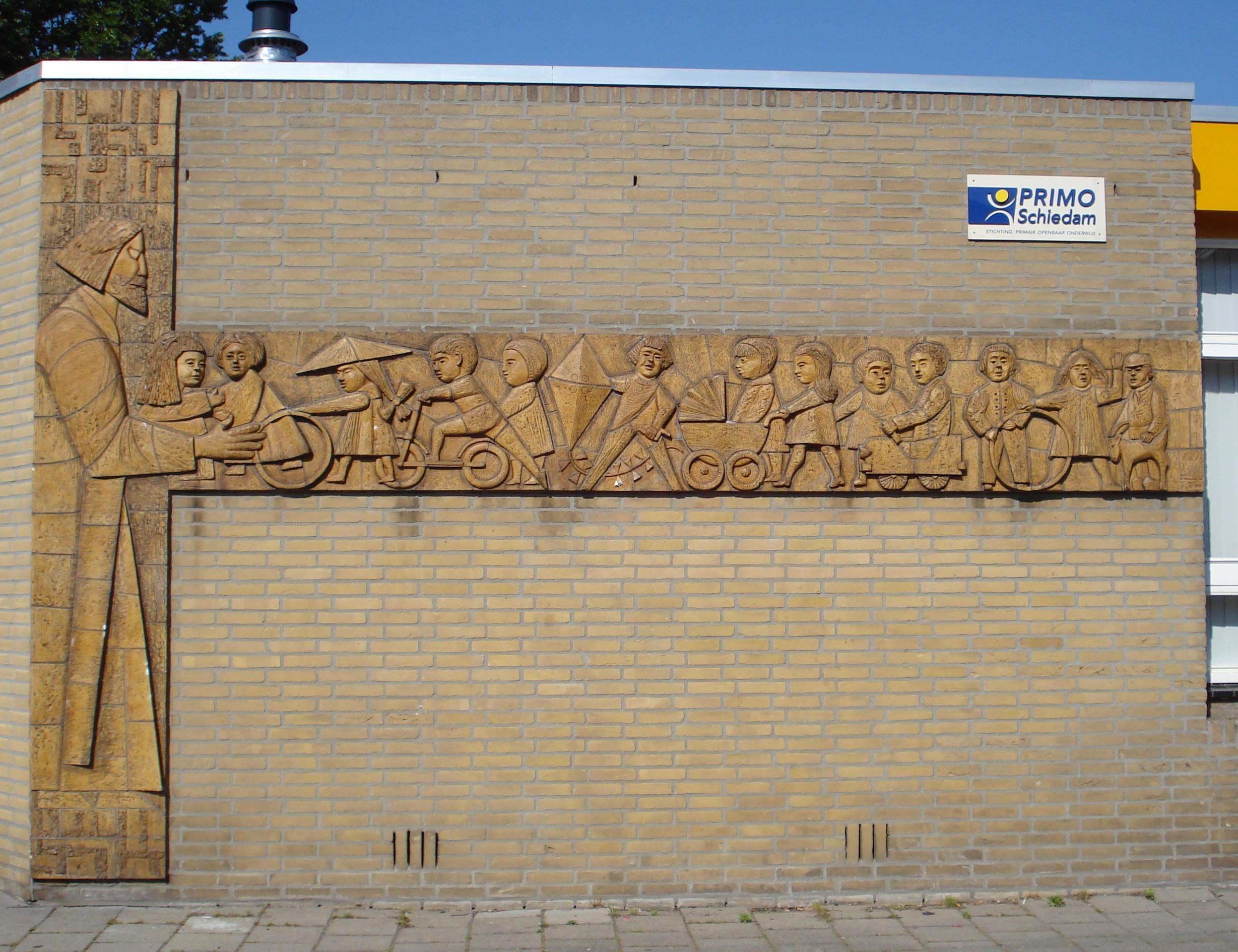
Reliëf Kinderen van één vader, Schiedam (1980)

- RKD-Nederlands Instituut voor Kunstgeschiedenis: 77443